# Países Baixos nos Jogos Olímpicos de Inverno de 2006

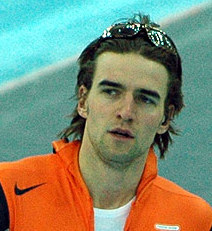
Mark Tuitert, patinador de velocidade holandês

Os Países Baixos mandoram 35 competidores para os Jogos Olímpicos de Inverno de 2006, em Turim, na Itália. A delegação conquistou 9 medalhas no total, sendo três de ouro, duas de prata e quatro de bronze.

## Medalhas
| Atleta                                                                | Esporte                 | Evento                            | Medalha |
| --------------------------------------------------------------------- | ----------------------- | --------------------------------- | ------- |
| Ireen Wust                                                            | Patinação de velocidade | 3000 m feminino                   | Ouro    |
| Marianne Timmer                                                       | Patinação de velocidade | 1000 m feminino                   | Ouro    |
| Bob de Jong                                                           | Patinação de velocidade | 10000 m masculino                 | Ouro    |
| Sven Kramer                                                           | Patinação de velocidade | 5000 m masculino                  | Prata   |
| Renate Groenewold                                                     | Patinação de velocidade | 3000 m feminino                   | Prata   |
| Sven Kramer Rintje Ritsma Mark Tuitert Carl Verheijen Erben Wennemars | Patinação de velocidade | Perseguição por equipes masculino | Bronze  |
| Erben Wennemars                                                       | Patinação de velocidade | 1000 m masculino                  | Bronze  |
| Ireen Wust                                                            | Patinação de velocidade | 1500 m feminino                   | Bronze  |
| Carl Verheijen                                                        | Patinação de velocidade | 10000 m masculino                 | Bronze  |

## Desempenho

### Bobsleigh
| Atleta                                                  | Evento             | Final      | Final      | Final      | Final      | Final   | Final |
| Atleta                                                  | Evento             | 1ª corrida | 2ª corrida | 3ª corrida | 4ª corrida | Total   | Pos.  |
| ------------------------------------------------------- | ------------------ | ---------- | ---------- | ---------- | ---------- | ------- | ----- |
| Ilse Broeders Jeanette Pennings                         | Duplas femininas   | 1:00.13    | DNS        | DNS        | DNS        | DNS     | DNS   |
| Arend Glas Sybren Jansma                                | Duplas masculinas  | 56.70      | 56.54      | 56.95      | 57.15      | 3:47.36 | 19    |
| Eline Jurg Kitty van Haperen                            | Duplas femininas   | 58.05      | 58.08      | 58.42      | 58.35      | 3:52.90 | 11    |
| Arend Glas Sybren Jansma Arno Klaassen Vincent Kortbeek | Equipes masculinas | 55.82      | 56.08      | 55.78      | 55.51      | 3:43.19 | 16    |

### Patinação de velocidade
Individual
| Atleta               | Evento            | 1ª corrida | 1ª corrida | 2ª corrida | 2ª corrida | Final    | Final             |
| Atleta               | Evento            | Tempo      | Pos.       | Tempo      | Pos.       | Tempo    | Pos.              |
| -------------------- | ----------------- | ---------- | ---------- | ---------- | ---------- | -------- | ----------------- |
| Jan Bos              | 500 m masculino   | 35.68      | 16         | 35.43      | 9          | 1:11.11  | 11                |
| Jan Bos              | 1000 m masculino  |            |            |            |            | 1:09.42  | 5                 |
| Jan Bos              | 1500 m masculino  |            |            |            |            | 1:48.61  | 20                |
| Bob de Jong          | 5000 m masculino  |            |            |            |            | 6:22.12  | 6                 |
| Bob de Jong          | 10000 m masculino |            |            |            |            | 13:01.57 | Medalha de ouro   |
| Barbara De Loor      | 1000 m feminino   |            |            |            |            | 1:16.73  | 6                 |
| Annette Gerritsen    | 500 m feminino    | 39.12      | 12         | 38.97      | 12         | 1:18.09  | 12                |
| Annette Gerritsen    | 1000 m feminino   |            |            |            |            | 1:18.33  | 23                |
| Renate Groenewold    | 1500 m feminino   |            |            |            |            | 1:59.33  | 9                 |
| Renate Groenewold    | 3000 m feminino   |            |            |            |            | 4:03.48  | Medalha de prata  |
| Renate Groenewold    | 5000 m feminino   |            |            |            |            | 7:11.32  | 9                 |
| Stefan Groothuis     | 1000 m masculino  |            |            |            |            | 1:09.57  | 8                 |
| Carien Kleibeuker    | 5000 m feminino   |            |            |            |            | 7:12.18  | 10                |
| Moniek Kleinsman     | 3000 m feminino   |            |            |            |            | 4:13.81  | 17                |
| Sven Kramer          | 1500 m masculino  |            |            |            |            | 1:48.36  | 15                |
| Sven Kramer          | 5000 m masculino  |            |            |            |            | 6:16.40  | Medalha de prata  |
| Sven Kramer          | 10000 m masculino |            |            |            |            | 13:18.14 | 7                 |
| Simon Kuipers        | 500 m masculino   | 36.10      | 27         | 35.74      | 20         | 1:11.84  | 23                |
| Simon Kuipers        | 1500 m masculino  |            |            |            |            | 1:46.58  | 4                 |
| Beorn Nijenhuis      | 500 m masculino   | 48.84      | 36         | 35.71      | 19         | 1:24.55  | 35                |
| Beorn Nijenhuis      | 1000 m masculino  |            |            |            |            | 1:09.85  | 12                |
| Marianne Timmer      | 500 m feminino    | DSQ        | DSQ        | DSQ        | DSQ        | DSQ      | DSQ               |
| Marianne Timmer      | 1000 m feminino   |            |            |            |            | 1:16.05  | Medalha de ouro   |
| Marianne Timmer      | 1500 m feminino   |            |            |            |            | 2:00.45  | 14                |
| Paulien van Deutekom | 1500 m feminino   |            |            |            |            | 2:00.15  | 13                |
| Sanne van der Star   | 500 m feminino    | 39.26      | 14         | 39.33      | 15         | 1:18.59  | 14                |
| Carl Verheijen       | 5000 m masculino  |            |            |            |            | 6:18.84  | 4                 |
| Carl Verheijen       | 10000 m masculino |            |            |            |            | 13:08.80 | Medalha de bronze |
| Erben Wennemars      | 500 m masculino   | 35.46      | 7          | 35.84      | 25         | 1:11.30  | 16                |
| Erben Wennemars      | 1000 m masculino  |            |            |            |            | 1:09.32  | Medalha de bronze |
| Erben Wennemars      | 1500 m masculino  |            |            |            |            | 1:46.71  | 5                 |
| Ireen Wust           | 1000 m feminino   |            |            |            |            | 1:16.39  | 4                 |
| Ireen Wust           | 1500 m feminino   |            |            |            |            | 1:56.90  | Medalha de bronze |
| Ireen Wust           | 3000 m feminino   |            |            |            |            | 4:02.43  | Medalha de ouro   |

Perseguição por equipes
| Atleta                                                                         | Evento                            | Preliminar | Preliminar | Quartas                    | Semifinal                     | Final                                             | Final             |
| Atleta                                                                         | Evento                            | Tempo      | Pos.       | Adversário Tempo           | Adversário Tempo              | Adversário Tempo                                  | Pos.              |
| ------------------------------------------------------------------------------ | --------------------------------- | ---------- | ---------- | -------------------------- | ----------------------------- | ------------------------------------------------- | ----------------- |
| Sven Kramer Rintje Ritsma Mark Tuitert Carl Verheijen Erben Wennemars          | Perseguição por equipes masculino | 3:48.02    | 3          | RUS Rússia (6) V 3:44.65   | ITA Itália (2) D Ultrapassado | Disputa do Bronze NOR Noruega (4) V 3:44.53       | Medalha de bronze |
| Paulien van Deutekom Renate Groenewold Moniek Kleinsman Gretha Smit Ireen Wüst | Perseguição por equipes feminino  | 3:06.67    | 4          | GER Alemanha (6) D 3:03.65 | Não avançou                   | Disputa de 5º-6º USA Estados Unidos (4) D 3:05.62 | 6                 |

### Patinação de velocidade em pista curta
| Atleta            | Evento           | Preliminar | Preliminar | Quartas     | Quartas     | Semifinal   | Semifinal   | Final            | Final |
| Atleta            | Evento           | Tempo      | Pos.       | Tempo       | Pos.        | Tempo       | Pos.        | Tempo            | Pos.  |
| ----------------- | ---------------- | ---------- | ---------- | ----------- | ----------- | ----------- | ----------- | ---------------- | ----- |
| Cees Juffermans   | 500 m masculino  | 42.849     | 3 Q        | 42.515      | 3           | Não avançou | Não avançou | Não avançou      | 11    |
| Cees Juffermans   | 1500 m masculino | 2:27.696   | 2 Q        | Não avançou | Não avançou | Não avançou | Não avançou | Não avançou      | 16    |
| Niels Kerstholt   | 1000 m masculino | DSQ        | DSQ        | DSQ         | DSQ         | DSQ         | DSQ         | DSQ              | DSQ   |
| Niels Kerstholt   | 1500 m masculino | 2:23.854   | 2 Q        |             |             | 2:21.748    | 3           | Final B 2:24.962 | 10    |
| Liesbeth Mau Asam | 500 m feminino   | 45.500     | 3          | Não avançou | Não avançou | Não avançou | Não avançou | Não avançou      | 15    |
| Liesbeth Mau Asam | 1000 m feminino  | 1:38.039   | 2 Q        | 1:34.034    | 3           | Não avançou | Não avançou | Não avançou      | 10    |
| Liesbeth Mau Asam | 1500 m feminino  | 2:28.910   | 2 Q        |             |             | 2:26.370    | 6           | Não avançou      | 14    |

### Snowboard
Halfpipe
| Atleta      | Evento            | Preliminar | Preliminar | Preliminar | Preliminar | Final      | Final      | Final |
| Atleta      | Evento            | Pontos     | Pos.       | Pontos     | Pos.       | 1ª corrida | 2ª corrida | Pos.  |
| ----------- | ----------------- | ---------- | ---------- | ---------- | ---------- | ---------- | ---------- | ----- |
| Cheryl Maas | Halfpipe feminino | 38.6       | 4 Q        |            |            | (8.7)      | 16.5       | 11    |

Slalom gigante paralelo
| Atleta              | Evento                           | Preliminar | Preliminar | Oitavas               | Quartas          | Semifinal        | Final            | Final |
| Atleta              | Evento                           | Pontos     | Pos.       | Adversário Tempo      | Adversário Tempo | Adversário Tempo | Adversário Tempo | Pos.  |
| ------------------- | -------------------------------- | ---------- | ---------- | --------------------- | ---------------- | ---------------- | ---------------- | ----- |
| Nicolien Sauerbreij | Slalom gigante paralelo feminino | 1:22.17    | 12         | GER Kober (1) D +0.03 | Não avançou      | Não avançou      | Não avançou      | 12    |

Legenda
| Recorde mundial      | Recorde mundial (World record)               |                       | Recorde africano                      | Recorde africano (African) |                                           | Q | Classificado por posição (Qualified) |
| Recorde olímpico     | Recorde olímpico (Olympic record)            | Recorde da América    | Recorde da América (Americas)         | q                          | Classificado por melhor tempo (Qualified) |   |                                      |
| Melhor marca do ano  | Melhor marca do ano (World leading)          | Recorde asiático      | Recorde asiático (Asian)              | DNS                        | Não largou (Did not start)                |   |                                      |
| Recorde nacional     | Recorde nacional (National record)           | Recorde europeu       | Recorde europeu (European)            | DNF                        | Não terminou (Did not finish)             |   |                                      |
| Recorde pessoal      | Recorde pessoal do atleta (Personal best)    | Recorde da Oceania    | Recorde da Oceania (Oceania)          | DSQ / DQ                   | Desclassificado (Disqualified)            |   |                                      |
| Recorde da temporada | Recorde da temporada do atleta (Season best) | Recorde sul-americano | Recorde sul-americano (South America) | NM                         | Sem marca (No mark)                       |   |                                      |